# Auditorium (jeu vidéo)
Auditorium est un jeu vidéo de puzzle développé par Cipher Prime, sorti en 2008 sur navigateur, Windows, Mac OS, iOS, PlayStation Network (PlayStation 3, PlayStation Portable).

## Accueil
- Gamezebo : 3/5 (iOS)[1]
- IGN : 8,5/10 (PS3)[2]
- Pocket Gamer : 9/10 (iOS)[3]
- TouchArcade : 4/5 (iOS)[4]